# Solenopsis pergandei
Solenopsis pergandei é uma espécie de formiga do gênero Solenopsis, pertencente à subfamília Myrmicinae.